# Mammillaria polythele
Mammillaria polythele — кактус из рода Маммиллярия.

## Описание
Стебель вертикальный высотой до 60 см, в диаметре 5—15 см. Имеет цилиндрическую форму; иногда лежит на земле. Эпидермис сине-зелёный.
Радиальные колючки длиной до 25 мм направлены вверх и вниз, в молодом возрасте их всего 2, позже число радиальных колючек увеличивается до 3—8. Имеют различный цвет: от бледного до тёмно-коричневого оттенка, иногда красновато-коричневые. Центральных колючек нет.
Цветок розовый или розовато-пурпурный, размером до 10 мм Плоды красные, булавовидной формы. Семена тёмно-коричневые.

## Распространение
Произрастает в мексиканских в штатах Идальго, Гуанахуато, Керетаро.

## Подвиды
Имеется 3 подвида:
- Mammillaria polythele subsp. polythele. Стебель 8—10 см в диаметре. Центральных колючек нет. Радиальных 3—4. Произрастает в Идальго, Гуанахуато, Керетаро.
- Mammillaria polythele subsp. durispina. Стебель в диаметре размером 5—6 см. Радиальные колючки расходятся лучами, длиной до 15 мм в количестве 6—8. Произрастает в Гуанахуато, Керетаро.
- Mammillaria polythele subsp. obconella. Стебель до 15 см в диаметре. Радиальные колючки неодинаковы, крестообразные в количестве 4. произрастает в только в штате Идальго.

## Синонимы
- Mammillaria tetracantha Pfeiffer 1837
- Mammillaria obconella Scheidweiler 1839
- Mammillaria kewensis Salm-Dyck 1850
- Mammillaria hidalgensis J. A. Purpus 1907
- Mammillaria durispina Boedeker 1928
- Neomammillaria hoffmanniana Tiegel 1934
- Mammillaria hoffmanniana (Tiegel) Bravo 1937
- Mammillaria ingens Backeberg 1942
- Mammillaria kelleriana Schmoll ex R. T. Craig 1945
- Mammillaria neophaeacantha Fritz Schwarz ex Backeberg 1949
- Mammillaria subdurispina Backeberg 1949
- Mammillaria xochipilli Reppenhagen 1987
- Mammillaria polythele subsp. obconella (Scheidweiler 1839) D. R. Hunt 1997
- Mammillaria polythele subsp. durispina (Boedeker 1928) D. R. Hunt 1997